# Snakerun
Snakerun är en anläggning primärt avsedd för skateboardåkning. Oftast med en form liknande en slingrande bana.

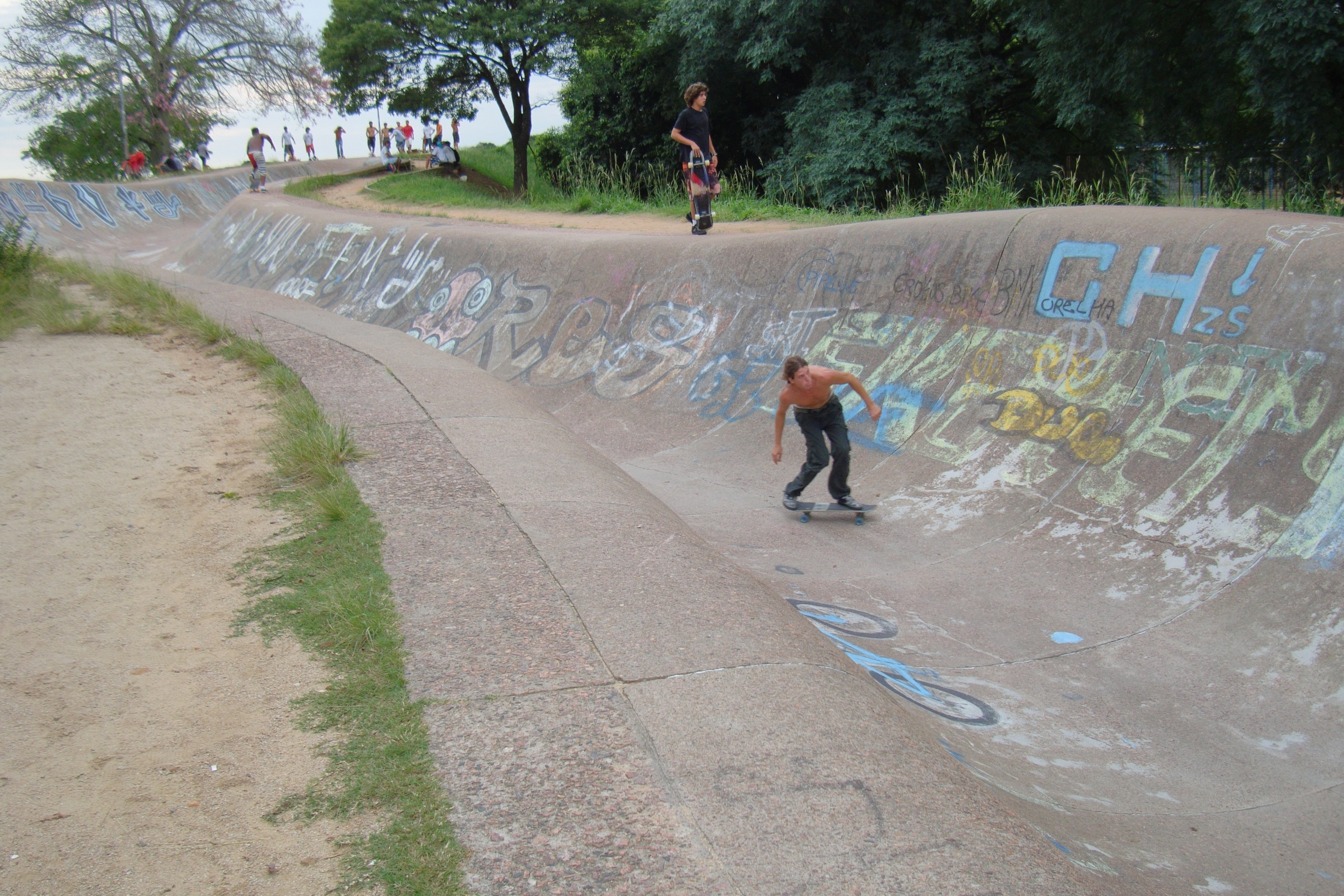
Snakerun belägen i Marinha do Brasil-parken, Porto Alegre, Brasilien

## Beskrivning
Det skateboardrelaterade begreppet snakerun har sitt ursprung från världens första skateboardbana, Albany Skate Track som byggdes i Albany, Australien, och som har ansetts vara den första att kallas "snake run".
Anläggningar som tillkommit därefter har fastän de inte alltid lika tydligt liknat en bana ändå blivit kallade snakeruns. Så är exempelvis fallet med Automobilens snakerun i Falkenberg, som också kallas för Sveriges första snakerun. 1978 tog också det svenska företaget Kockums fram fyra stycken konstruktioner för skateboard, alla tillverkade i aluminiumplåt. En av dessa kallades omväxlande för snake track och ormspår.
Sina variationer till trots har den banliknande formen oftast en början och ett slut. En höjdskillnad mellan dessa skapar en lutning vilken ger fart i banans riktning. Sidorna i banan utgörs av böjar vilka skapar en nedsänkt fåra. Dessa svagt böjda sidor kallas ofta banks och skiljer sig gentemot exempelvis skateboardobjekten pool och bowl genom att de sällan har samma kraftiga lutning och att de saknar en tydligt markerad kant i toppen av böjarna. 
Underlaget är oftast i betong. Även om snakeruns ursprungligen planerades för skateboardåkare nyttjas de också av bland annat BMX-, rollerblade-, och kickbikeåkare.
En snakerun kan även vara en del i en större skatepark och då exempelvis vara sammanlänkad med en bowl.